# Phragmatobia marginata
Phragmatobia marginata är en fjärilsart som beskrevs av Hackray 1938. Phragmatobia marginata ingår i släktet Phragmatobia och familjen björnspinnare. Inga underarter finns listade i Catalogue of Life.